# Трети йерусалимски храм
Третият храм е бъдещ храм, който според юдейската традиция ще бъде построен на мястото на стария Йерусалимски храм и ще бъде свещено място за всички последователи на юдаизма.
Създаването на храма е предричано в Стария завет, а архитектурните му характеристики са подробно описани от старозаветния пророк Иезекиил. Макар някои съвременни направления в юдаизма да отхвърлят възстановяването на Третия храм, тази идея заема важно място за повечето последователи на религията и е сред религиозните аргументи в полза на ционизма.